# Ilia Lifșiț
Ilia Lifșiț (n. 31 decembrie 1916/13 ianuarie 1917, Harkov, gubernia Harkov⁠(d), Imperiul Rus – d. 23 octombrie 1982, Moscova, RSFS Rusă, URSS) a fost un fizician sovietic, academician al Academiei de Științe din URSS și academician al Academiei de științe din Ucraina.

## Biografie
Este fratele lui Evgheni Lifșiț. Ș-a născut la Harkov. A absolvit Universitatea din Harkov (1936) și Institutul Politehnic din Harkov (1838). În anii 1937-1968 a lucrat la Institutul fizico-tehnic din Harkov. Este șef al secției de teorie a acestui institut din anul 1941. Din anul 1944 este șef de catedră la Universitatea din Harkov. Din anul 1960 este membru-coprespondent al Academiei de Științe din URSS. Din anul 1969 este șef al secției de teorie a Institutului de probleme fizice a Academiei de Științe din URSS. Concomitent este profesor la catedra de teorie cuantiică a Universității din Moscova

## Creația științifică
Preocupările principale se referă la fizica corpului solid, în principal la teoria generală a mediilor condensate — teoria dinamică a rețelei cristaline, teoria electronică a metalelor, problema spectrului energetic a mediilor neordonate, teoria cristalelor cuantice, teoria transformărilor de fază etc.
A stabilit relația între proprietățile observate  ale metalelor și geometria  și topologia suprafeței Fermi a acestora, a elaborat ideea restabilirii suprafeței Fermi a corpurilor condensate după  datele experimentale și a argumentat posibilitatea soluționării acestei probleme. Ca rezultat, în anii 1964-1965 Lifșiț și discipolii săi a construit teoria modernă a metalelor, pentru care a primit premiul Lenin (1967).
Lifșiț are lucrări de pionierat în studiul comportamentului electronilor în sisteme neordonate. A cercetat printre primii spectrul energetic al a cristalelor cu defecte, a descoperit nivelele locale și cvasilocale, a elaborat termodinamica structurilor stratificate și filiforme. A elaborat teoria unuia dintre cele mai importante efecte de deformare plastică- teoria procesului dublării (1948), precum și teoria curgerii difuze-vâscoase a corpurilor policristaline.
Un număr mare de lucrări le-a consacrat cineticii fizice.  A elucidat cinetica distrugerii stării supraconductibile într-un  câmp magnetic și în câmpul unui curent electric, a urmărit cinetica transformărilor de fază de speță a II-a și cinetica transformărilor din stare supraconductibilă în normală sub acțiunea câmpului magnetic. 
Lifșiț a creat o școală științifică  recunoscută în domeniul fizicii solidului.

## Premii și distincții
- Premiul Lenin (1967)
- Premiul Simon
- Premiul L.I. Mandelștam al Academiei de Științe a URSS

## Elevi
- A. F. Andreev
- E.A. Kaner
- M.I. Kaganov
- A.M. Kosevici
- F.G. Bass
- V.V. Sledov
- V.M. Țukernik
- Serghei A. Gredescul
- Iuri Grosberg
- A.R. Hohlov

## Legături externe
- Printre membrii catedrei de teorie cuantică a Universității din Moscova, 1979, rândul I centru